# Тухарка
Тухарка (рос. Тухарка) — річка в Російській Федерації, що протікає на Курильських островах (острів Парамушир). Довжина річки — 36 км. Площа водозабірного басейну — 154 км². Протікає з північного заходу на південний схід. Впадає у Тихий океан.